# 定向 (運動)

野外定向的國際標記

定向運動起源於瑞典，是種仰賴地圖、指北針與導航技巧，從某個地點前往下一個特定地點的運動，通常是在參與者不熟悉的地區舉行。主辦單位會給予每位參與者一份地圖，通常是特製的定向地圖，用以尋找地圖上所標示的控制點。定向運動最初是由軍隊的訓練項目演變而來，現在已有各種不同的類型，其中歷史最久，也最普遍的定向運動是徒步定向。定向运动通常设在森林、郊外和城市公园里进行，也可在校园里进行。这是一项非常健康的智慧型体育项目，是智力与体力并重的运动。定向運動為世界運動會的競賽項目之一。

## 历史
定向越野的起源有好几种说法，有认为定向越野是起源于1918年瑞典童軍領袖吉蘭特發明的一種“尋寶活動”——一种用来訓練童子軍在野外辨別方向及體能的练习，也有看法认为定向越野源自于军队的野外作战训练。而定向運動的原文（orienteering）是在1886年首先使用，意義是使用地圖與羅盤穿越未知的地形。
早期的定向越野运动只在北欧国家流行。在瑞典，定向運動由陸軍的導航訓練開始，演變成陸軍的競賽運動，進而成為一般民眾的運動。有资料记载的第一次定向越野比赛是在1897年由挪威举办的公开赛。定向運動的場所從一開始便選擇在景觀優美的地區舉行。1901年在瑞典舉辦的第一場定向競賽中，就選擇了兩座具有歷史價值的教堂作為控制點。1932年举行了第一次世界定向锦标赛。
在性能可靠與便宜的羅盤發明後，定向運動在1930年代逐漸普及。到了1934年，已經有超過25萬的瑞典人參與定向運動，該運動也傳到芬蘭、瑞士、蘇聯與匈牙利。
第二次世界大战期间，驻扎在英国的挪威反抗军将这项运动引进英格兰，并迅速在热爱户外活动的英国人民中大受欢迎。第二次世界大戰後，定向越野活动传播到美国、加拿大、澳大利亚、日本等国家，成为了一项世界性的体育活动。瑞典在1959年舉辦國際定向會議，有12國參與（奧地利、保加利亞、捷克斯拉夫、丹麥、芬蘭、東德、西德、匈牙利、挪威、瑞典、瑞士與南斯拉夫）。1961年，国际定向越野联合会（International Orienteering Federation）簡稱IOF，在丹麦的首都哥本哈根成立，最初的成员国有十个，分别是保加利亚、捷克斯洛伐克、丹麦、德意志民主共和国（东德）、芬兰、匈牙利、挪威、瑞典、瑞士和德意志联邦共和国（西德），其後I已經協助許多國家成立該國的定向聯盟。总会制订了定向越野运动的一系列项目和规则。1977年定向越野运动得到国际奥林匹克委员会的承认。至2010年，已經有71個會員國加入。這些會員國開啟了國內與世界錦標賽的發展，世界錦標賽每兩年舉辦一次直到2003年，之後改為每年舉辦。
世界冠軍賽每兩年舉辦一次，到了2003年改為每年舉辦。時至今日，定向運動在瑞典依然非常盛行，兩個歷史最久的定向競賽已經從1940年代舉辦至今。規模最大的定向競賽O-Ringen從1965年開始舉辦，吸引15000人參加。
一般來說定向運動是在野外進行。在起源地斯堪地那維亞，定向通常在森林裡，但是在高原，石楠荒原，沼澤地等混合地形進行定向也很常見。城鎮內的定向運動已經普及多年。Street-O有別於正式的定向訓練通常低調在晚上舉行，採積分制。著名的威尼斯Street-O就吸引了大量的國際參賽者。隨著世界公園巡迴賽(Park World Tour)與其他精英衝刺賽（如世界錦標賽）在城市地區的經常性舉辦，加上城市地圖規範（ISSOM）的制定，在20世紀初Street-O被更名為城市定向(urban orienteering)，活動舉辦更加正式嚴謹，採用全彩地圖和電子打卡器，成為爭奪全國排名的嚴肅競爭。城市定向的競賽距離往往超過公園定向。

## 分類
依照不同的标准，定向越野有不同的分類。

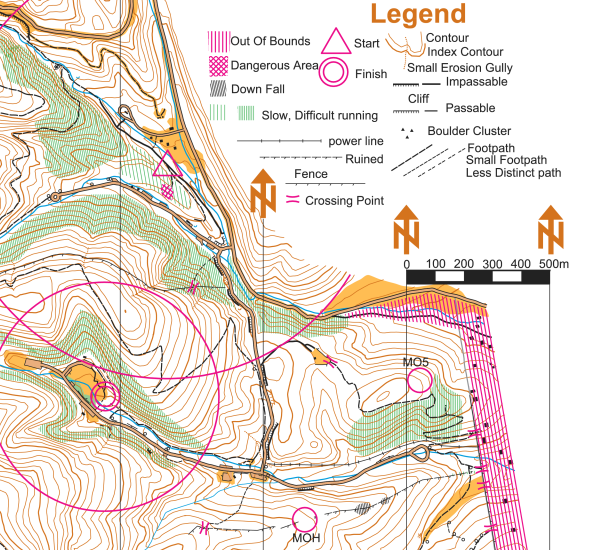
定向地图

最基本的定向越野形式为徒步定向越野。依比賽形式，可以分为個人賽、接力賽与團體賽。依比賽成績決定的方式，可以分为單項比賽、综合比賽（将若干项单项比赛的成绩之和计为总成绩）以及資格賽（用双淘汰制直至决出冠亚军的比赛）。依比赛距离又可以分成短距离冲刺赛、中距离赛及长距离赛。
最根本的比赛分类是依通过检查点的顺序。順點式(又名越野式)定向越野是指参赛者需要按照一定顺序通过各个检查点，在最短时间内按顺序通过所有检查点的参赛者为冠军。而在積分式(又名奪分式)定向越野中，参赛者可以自由选择通过检查点。这时的检查点会依地形难易程度和位置而被给予不同的分值。在规定时间之内能够拿到最高分值的参赛者为冠军。
近年来，定向越野发展出多种分支，如自行车定向（Mountain-Bike OL）、滑雪定向（Ski OL）及 沿徑定向 (Trail OL) 等，另外还有城市定向、獨木舟定向等等。

### 野外定向
野外定向，又名定向越野，是一种在野外利用地圖和指北針，以不同形式去完成一段路程，並且在檢查點為检查卡（記錄卡）打上印記的運動。

### 城市定向
城市定向与定向越野区别最大的最明显的区别便是在各大城市内举行，其复杂性和难度少于定向越野。通常城市定向以比赛形式出现，一般强调文化性和娱乐性，要求类似“寻宝”游戏。

## 競賽與結果

### 基礎

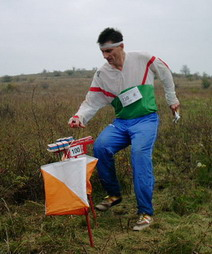
抵達控制點的定向參賽者

定向競賽考驗選手的導航技巧、專注力與跑步速度。傑出的體適能與奔跑速度是贏得國際或專業賽事的基本要求。選手的目標是在一個陌生的區域裡，以最快的速度依序找到地圖上所標示的所有控制點。由於兩個控制點間最快的路線不盡然是最短的路線，選手必須根據地圖所提供的地形與路況迅速決定最佳的行進路線。定向競賽中，為避免選手跟隨其他選手的狀況，參賽者通常是以一分鐘以上的間隔出發進行比賽。為確保競賽的公平，通常選手只有在出發時才能拿到地圖。

### 地圖

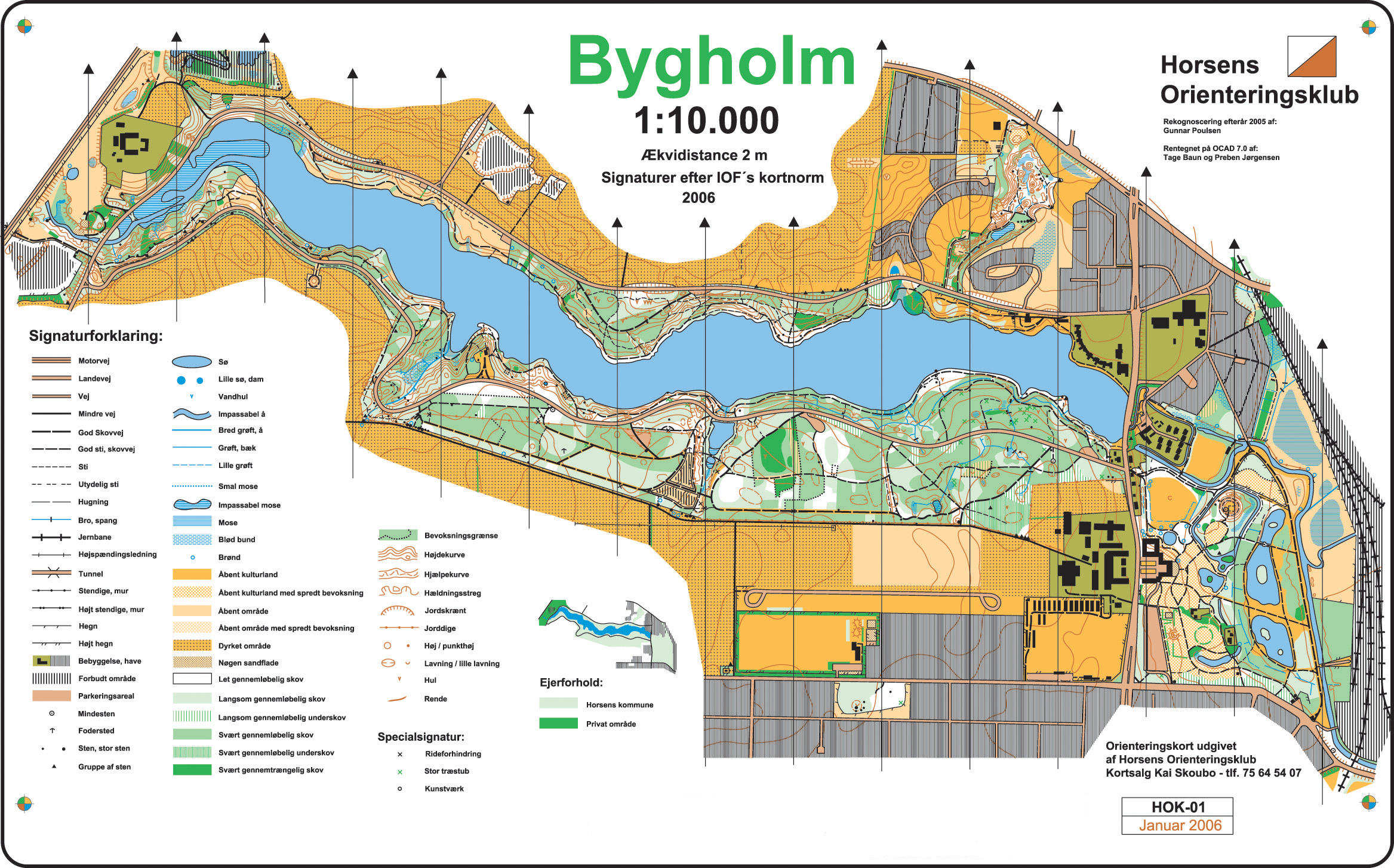
定向地圖

競賽過程中，參賽者使用專門的定向地圖。定向地圖屬於地形圖，具有等高線，但是比一般的地形圖提供更詳盡的細節，即使很細小的地形特徵，不明顯的小徑、河流等等，也會在定向地圖中顯示出來，以提供更多資料給運動員
定向的地圖比例尺較大，等高線間距也較密。地圖比例尺為1:15,000或1:10,000，繪有對齊磁北極的導線。長距離賽事（Long）使用的比例尺是1:15000或1:10000，等高線間距為5米，短距離賽事（Sprint）使用的比例是1:5000或更大，等高線間距也更少。地名、等高線高值等資料，大多都不會在地圖上顯示。
由於參加者可能需要穿越有各种类型的场地，所以地圖上會顯示每个小區域所覆盖的植被状况，并相应地指出该区域的通行度（一个介于0 与1 之间的百分比数，数值越高表示通过时的难度越低）。一般地图上颜色越深的区域通行度越低。地圖上的符號需遵循國際定向聯盟所制定的圖例標準，讓所有參賽者，即使使用語言不同，也都可以了解符號的意義。

### 路線

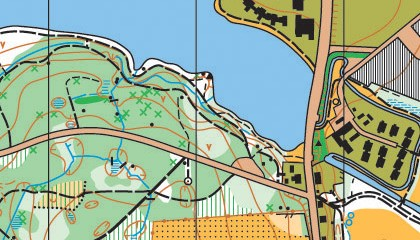
定向地圖的細部放大：定向路線必須以紫紅色疊印在地圖上

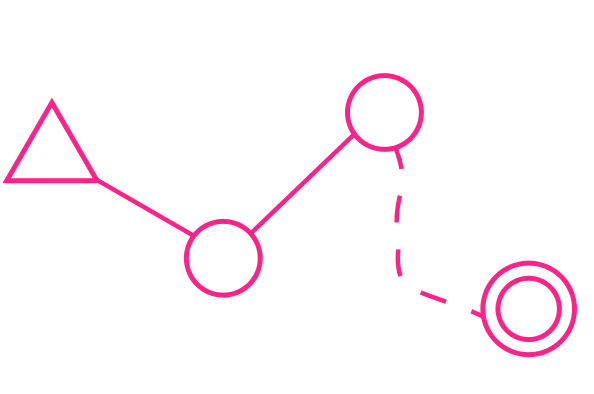
疊印在定向地圖上，用來標明路線的圖例

為因應參賽者不同的體能狀況與定向技術，定向活動提供各種不同的路線。

### 年齡分級
國際級、國家級或是大型賽事，定向路線是用年齡來分類。例如，M35表示男子35歲以上的組別。不同組別常會合併使用相同的路線以減少整個賽事的路線數量。例如，M60、M65通常會與W50、W55使用相同的路線。競賽結果通常會按照級別分類來公佈。

### 能力分級
小型的賽事是以能力來分級。美國與英國使用顏色來定義路線的難度。白色表示初學者或健行路線，黃色表示初學者的進階路線，橘色表示中級路線，棕色、綠色、紅色與藍色各自表示長度不同的進階路線。

### 固定路線
有些定向社團會設立固定式的定向路線，使用非標準的固定裝置來表示控制點，提供個人或社團訓練之用。路線通常設立在公開的場所，地圖與路線可以公開購得。社團也會舉辦非正式的定向賽事，作為練習或訓練。

### 控制點與控制點提示卡
定向的檢查點是由主办者预先在场地内选择好的地点。每位參賽者必須攜帶一張控制卡（control card），控制卡由紙或塑膠製成，參賽者必須在起點出示，並攜帶至終點。參賽者抵達控制點後，必須利用該處設置的針型打孔器（needle punche）在控制卡上按順序打卡，打孔器會在卡上壓印出特定的記號，用以證明參賽者確實按照路線抵達每個控制點。近年來越來越多比賽使用電子打孔器作为检查系统，現在大部分的活動已經使用電子打卡器，不過傳統的卡片與打孔器仍然廣泛的使用。选手在比赛前领到一个点签器（有可以嵌在手表中的腕式点签器或套在手指上的指式点签器），通过检查点时只需要将点签器放在电子打孔器旁，让打孔器感应到即可。打孔器会将信息传到主电脑上。这样主电脑可以即时收到选手已经通过的检查点以及通过的时刻，并可以防止选手改变通过检查点的顺序的问题。
会在检查点处悬挂检查点标志旗（简称点标旗）。检查点标志旗一般是左上為白色直角三角形、右下為橙紅色直角三角形的旗子，贴在一個上下空心的立方體形的支架的四面。旗子的大小为30厘米{\displaystyle \times }30厘米。

控制點提示卡

控制點設置在地圖上有特定地面特徵之處，並且可以清楚從地面上辨認出來，以白橘兩色的控制旗幟來標示。
除了地圖外，參賽者也會拿到一張控制點提示卡（Control description sheet），上頭有控制旗所在地點精確的特徵描述。例如，大石、5公尺、北邊。有經驗的定向者是使用符號，而非文字描述的提示卡，符號依照國際定向聯盟所頒布的標準來繪製。

### 個人服飾
國際定向聯盟規定國家級的賽事，軀幹與腿部都必有衣物保護。公園或市區定向的主辦單位也許會允許參賽者穿著短袖。早期的參賽者穿著一般的運動服，例如Ｔ恤與運動背心，這些服裝對於時常需要穿越草叢或灌木叢的定向比賽並無法提供足夠的保護，後來便有專門針對定向運動而設計的全身型輕量尼龍服。

### 個人裝備

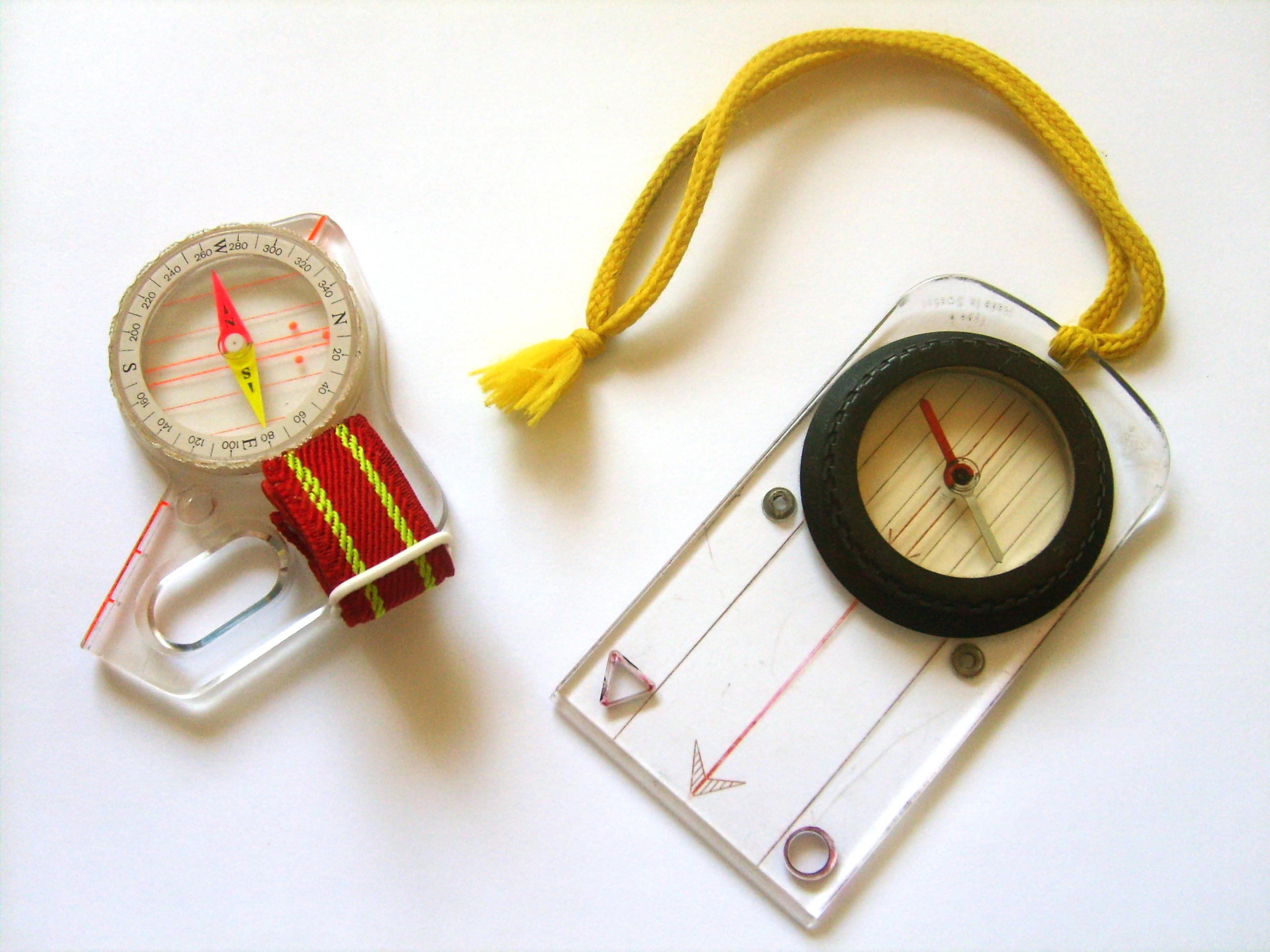
指戴型指北針（左）與地圖型指北針（右）

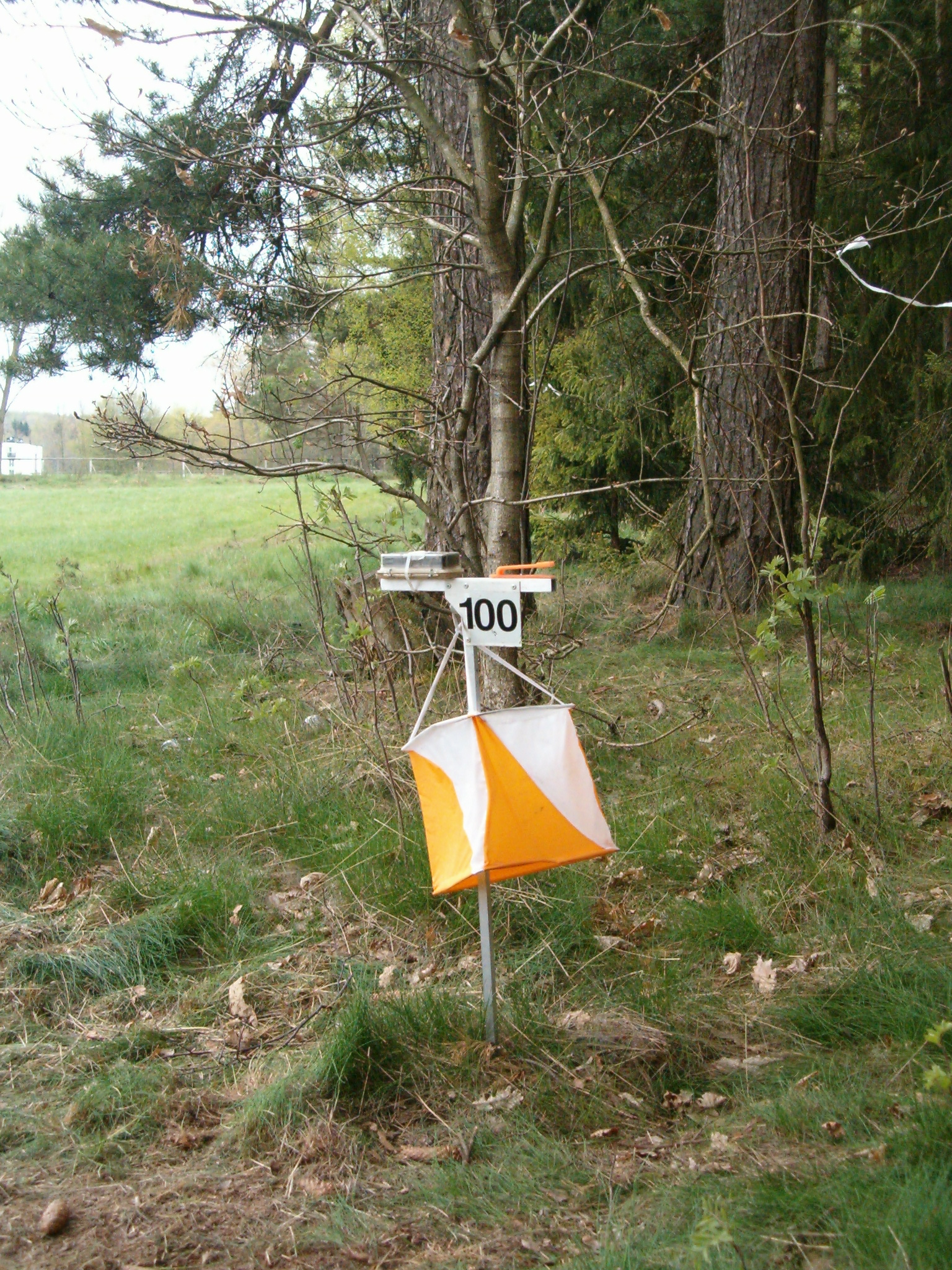
检查点

进行定向越野所需要的设备和器材包括定向地图、检查点标志旗（点标旗）、指北针、点签和检查卡（或电子检查设备）等，與適當的戶外服裝。大部分的國家級組織為了安全因素，會建議攜帶哨子。
競賽選手通常會使用特製的裝備：
- 指戴型指北針，或有短繫繩的地圖型指北針。
- 透明的地圖套以保護地圖
- 透明的塑膠袖套，穿戴在前臂，用來裝控制點提示卡。
- 地圖板，裝設在車把或是身上（只限於登山車定向、滑雪定向或無線電定向）。
- 國際定向聯盟禁止使用人為的定向輔助裝置，例如全球定位系統(GPS)或其他的電子導航裝置（在某些無線電定向活動中也許可以使用）。競賽中參賽者可以使用無法讀取內容的GPS軌跡紀錄器，而且使用逐漸增加，用來作為賽後的路線選擇分析，或是賽事中對選手位置的即時追蹤。

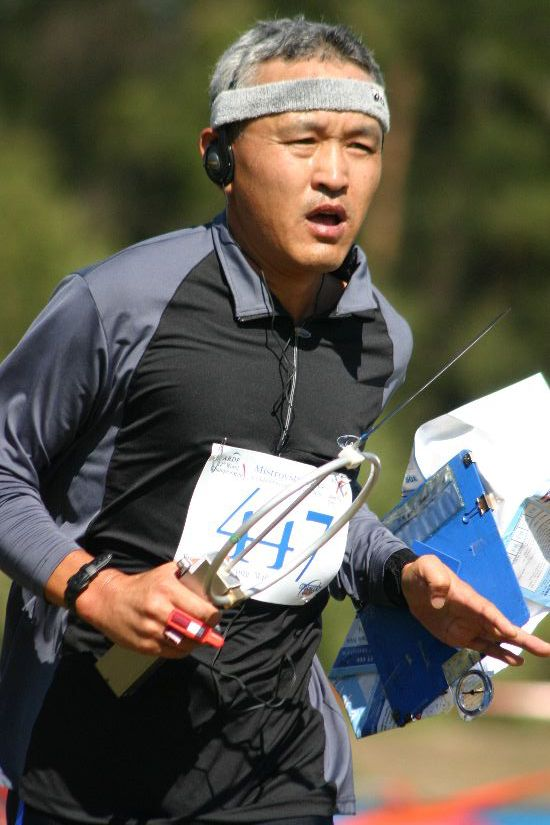
在左手戴有地圖板的無線電定向選手
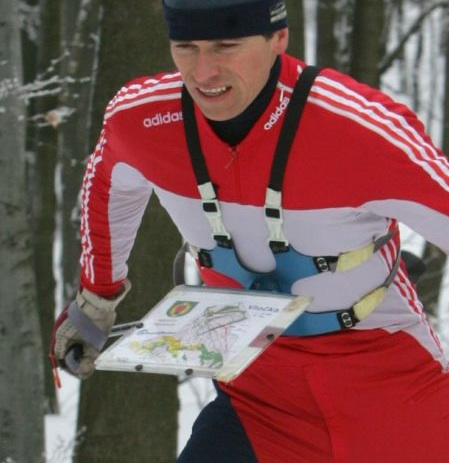
在胸口戴有地圖板的滑雪定向選手
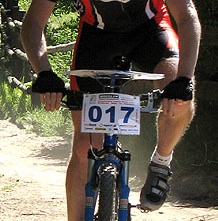
在車把裝有地圖板的登山車定項選手

### 賽事結果
通常是使用最少時間的參賽者贏得比賽，但除了時間外，也有其他的記分方式。例如，積分賽與Trail-O。雖然初步的競賽結果可能在當天便能得知，但是正式的競賽結果很少在當天公佈。大部分的活動會在當晚公佈比賽結果於網路上，然後再數天後公佈正式的結果。使用電子打卡器可以得知每個參賽者在每個控制點之間所花的時間，藉由適當的電腦軟體，便可以圖像化的方式顯示比賽的過程。

### 安全性
活動地點通常在人煙稀少的野外進行，因此每位參賽者必須為自己的安全負責。關於安全並沒有強制規定，但是有幾個方法可以確保競賽的安全性。基本的安全可以使用票根檢查來確保，參賽者在出發時交出票根，並於抵達終點時交出對應的控制卡。如果有任何票根沒有相對應的控制卡，就表示有參賽者在中途迷途，未能返回終點。使用電子打卡器的賽事，裁判可以要求未完賽（did not finish）的報告。所有參賽者不論完成路線與否，都必須向終點處報到。

## 競賽類型

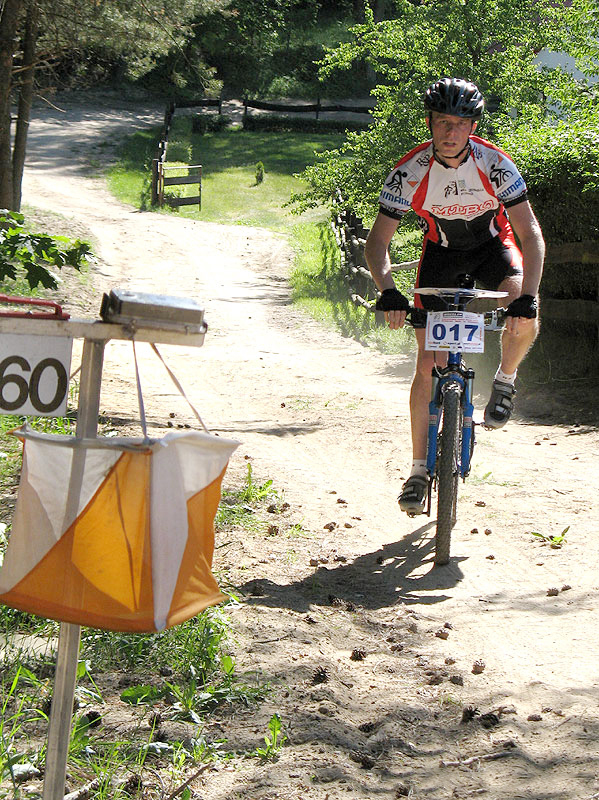
登山車定向

不同類型的定向運動需使用特定的移動方式、不同的裝備與策略，因此在競賽上需要使用不同的規則與路線規劃。下列是各種類型的定向運動：

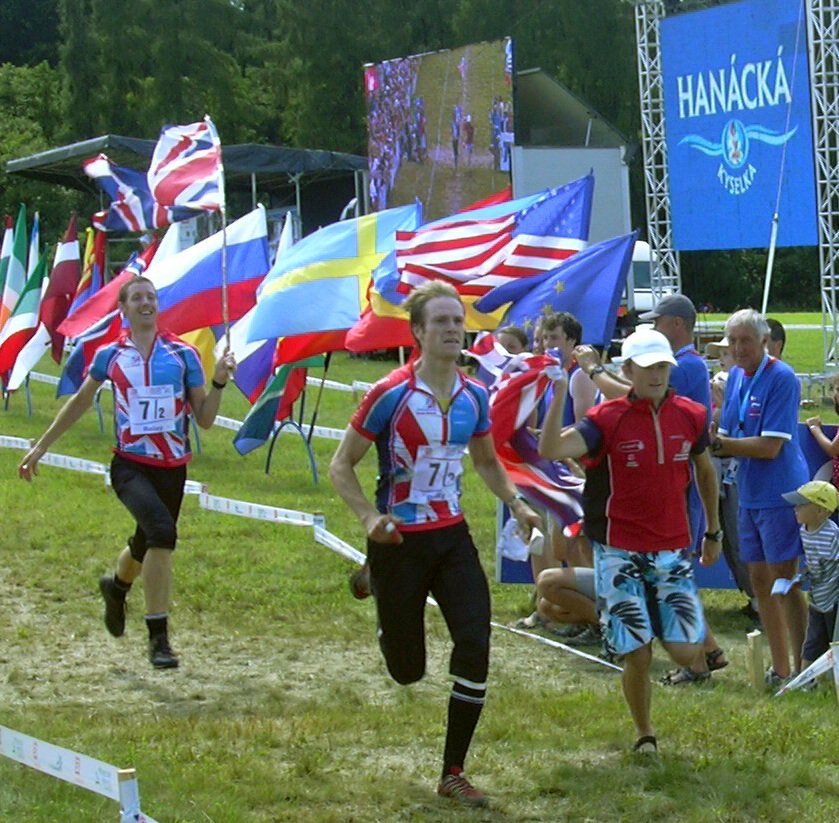
徒步定向接力賽，選手剛完成接棒。

- 徒步定向（Foot orienteering）
- 登山車定向（Mountain bike orienteering）
- 滑雪定向
- 沿徑定向
- 無線電定向（Radio orienteering）
- 划艇定向（Canoe orienteering）
- 騎馬定向（Mounted orienteering）
- Roganing
- Adventure racing
- Fell running

### 順點賽（Classic）
順點賽是最普遍的定向類型，參賽者必須以路線規定的次序尋找每個控制點，以最短時間內完成全程的人為優勝。這種類型的競賽，通常無法輕易從地圖上直接找出最快的路徑，記住最短路徑不等於最快、最好走的路徑。

### 接力賽
接力賽由一組隊伍的成員接力完成各自的路線，以全組總時間作為優勝的標準。接力賽通常是參賽者全體出發，而非分時間隔出發。數條不同的路線會同時採用，以減少參賽者尾隨其他參賽者。例如三人一組的接力賽，會有三條不同的路線（a,b,c )，不同的隊伍被安排以不同的順序完成路線，例如abc、bca、cab。大型的活動中，這三條路線可能會有部分重疊，並使用相同的控制點。這三條路線可再各自分隔成兩部份，例如a路線可再分割成a1、a2，不同隊伍的成員可能會以不同的次序完成該不同路線的兩個部份，因此三條路線總共會有九種可能的組合，例如a1a2,a1b2,a1c2,...c1a2,c1b2,c1c2。

### 積分賽

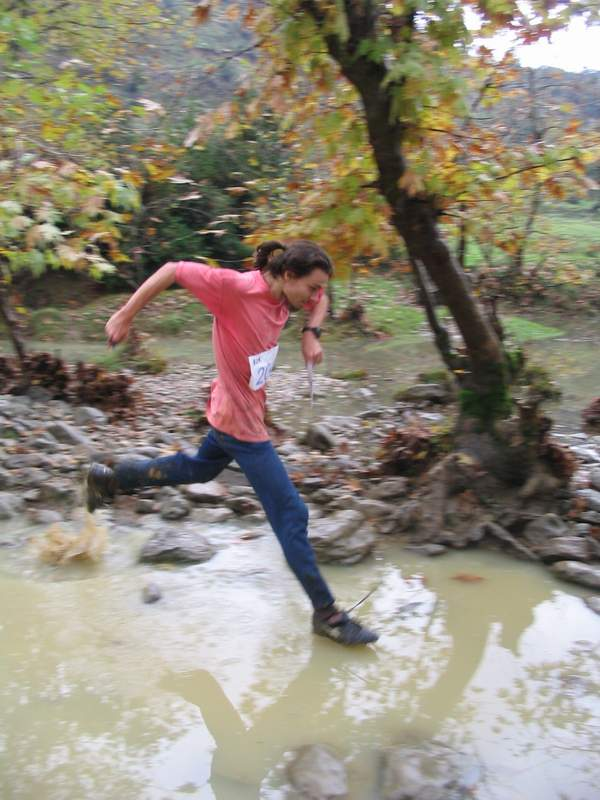
在伊斯坦堡所舉辦的短距離賽

參賽者要在時間限制內，儘可能找到最多的控制點。通常是參賽者全體出發，而非分時間隔出發。不同的控制點依照其困難度，會有不同的分數。未能在時間限制內返回出發點的參賽者，會按逾時時間扣分，積分最高者為優勝。
大型、耐力型的積分賽，或稱為rogaine，比賽時間時常長達24小時。這類型的比賽需要在非常大的區域舉行，並使用很小比例尺的地圖。這種積分賽取起源於澳洲，而ROGAINE這個字有人說是表示「關於導航與耐力的艱困野外團體活動」（Rugged Outdoor Group Activity Involving Navigation and Endurance）。事實上，這個字來自頭兩位澳洲rogaine參賽者的姓名，分別是Rod、Gail與Neil Philips。

### 短距離賽（Sprint）
短距離賽通常在都會公園或城市地區舉辦，地圖使用1:5,000或是1:4,000的比例尺。控制點可能設置在座椅、垃圾桶、雕像，或是其他公園內常見的物體。

### 夜間定向
參賽者在黑暗中使用頭燈進行導航。控制旗上通常會裝設反光記號，讓競賽策略由精確的導航轉為搜索。參賽者必須快速抵達控制點附近的區域，然後使用頭燈搜索這個區域，找尋這些反光記號。如果夜間定向在天黑前開始，通常採用集體出發的方式，這樣每位參賽者才能擁有相同的日照時間。長時間（24小時）的耐力賽或是跨夜性質的比賽，參賽者可決定是否要休息，或是在黑暗中持續進行比賽。

### 循線定向（String）
參賽者沿著繩索完成整個路線，不需要搜尋任何目標。通常用來讓幼童或是初學者了解什麼是定向運動。

### 精確定向（Precision）
精確定向不是以速度為主的比賽，而是測驗參賽者使用地圖對照現實環境的精確性。

## 定向組織

### 國際
國際定向聯盟（IOF）負責制定徒步定向、登山車定向、滑雪定向與精確定向的競賽規則與指導方針。該組織位於芬蘭，目的在於推廣定向運動與舉辦世界性的定向競賽。該聯盟在1977年受到國際奧林匹克委員會的正式認可。目前有70個成員，包含49個正式成員與21個參與成員。

### 國家
大部分的國家都有各自的定向組織負責該國的定向運動與規則制定。例如英國的英國定向聯盟（British Orienteering Federation）。該聯盟於1967年成立，由13個協會所組成。

### 區域
大部分國家有地區性的定向運動組織，這些組織不負責定向規則的制定，目的在對該區的定向團體提供協助，例如協調各定向社團錯開活動的日期。

### 本地
通常以俱樂部或社團的形式存在，活動通常是對外公開。社團除了舉辦競賽外，也提供定向訓練與社交活動。公開型的社團對入會成員沒有任何限制，但非公開型的社團則有入會資格的限制，例如英國陸軍定向俱樂部（British Army Orienteering Club）。

## 世界排名
國際野外定向聯盟（IOF）制定了世界排名制度，並以指定的世界排位賽事（World Ranking Event）計算成绩。現今世界排名第一的運動員分別為法國蒂耶里·戈玖和長居於瑞士的西蒙·尼格里-路德。

## 世界性定向賽事

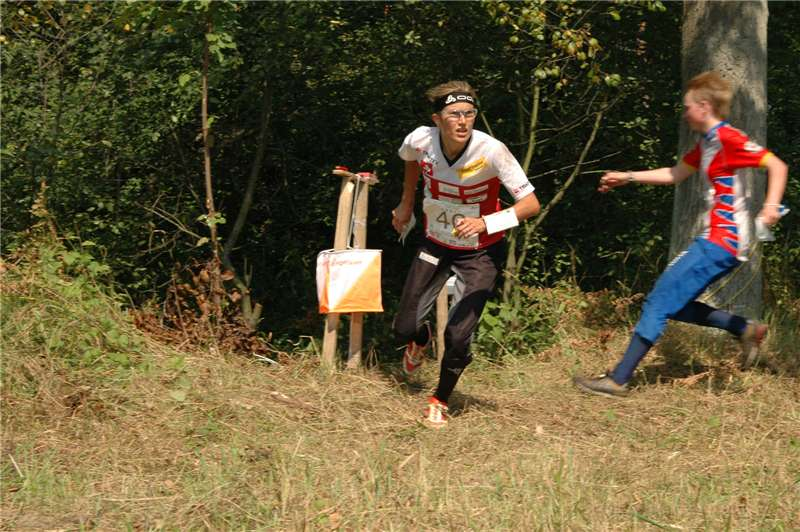
野外定向的參賽者

- 世界定向錦標賽（World Orienteering Championships）
- 世界青少年野外定向錦標賽（Junior World Orienteering Championships）
- 野外定向世界杯（Orienteering World Cup）
- 世界單車定向錦標賽（World Mountain-Bike Orienteering Championships）
- 世界沿徑定向錦標賽（World Trail Orienteering Championship）

1996年開始推廣定向運動進入奧林匹克運動會，目前為止仍未成功，不過定向運動已在2001成為世界運動會的比賽項目，也是夏季聽障奧林匹克運動會的比賽項目。支持者看出這項運動並不便於電視轉播與觀眾觀賞，比賽地點通常遠離主要都市，比賽時間也長於大部分的奧運單項競賽。為了發展適合奧運的定向比賽，焦點轉向公園定向、小型定向以及短距離接力定向。短距離徒步定向越來越受到歡迎，是最有可能進入奧運的項目。

## 外部連結
- 國際野外定向聯盟 IOF （页面存档备份，存于）
- 中國香港定向總會 OAHK （页面存档备份，存于）
- 中国无线电和定向运动协会
- 中華民國定向越野追蹤協會